# Metallorganische Komplexkatalyse

Metallorganische Komplexkatalyse am Beispiel der durch Cobalt- oder Rhodiumkomplexe katalysierten Hydroformylierung

Die metallorganische Komplexkatalyse ist eine Form der homogenen Katalyse, bei der Übergangsmetallkomplexe Reaktionen unter Bildung metallorganischer Zwischenprodukte katalysieren. Bei diesem Verfahren sind die metallorganischen Komplexe und die Reaktanten häufig in einem Lösungsmittel gelöst und befinden sich in der gleichen Phase. Die Katalysatorstruktur ist gut definiert, und die Aktivität kann durch die Wahl des Liganden und des Lösungsmittels gesteuert werden. Alle Metallatome sind katalytisch aktive Zentren, und milde Reaktionsbedingungen sind üblich.

## Geschichte

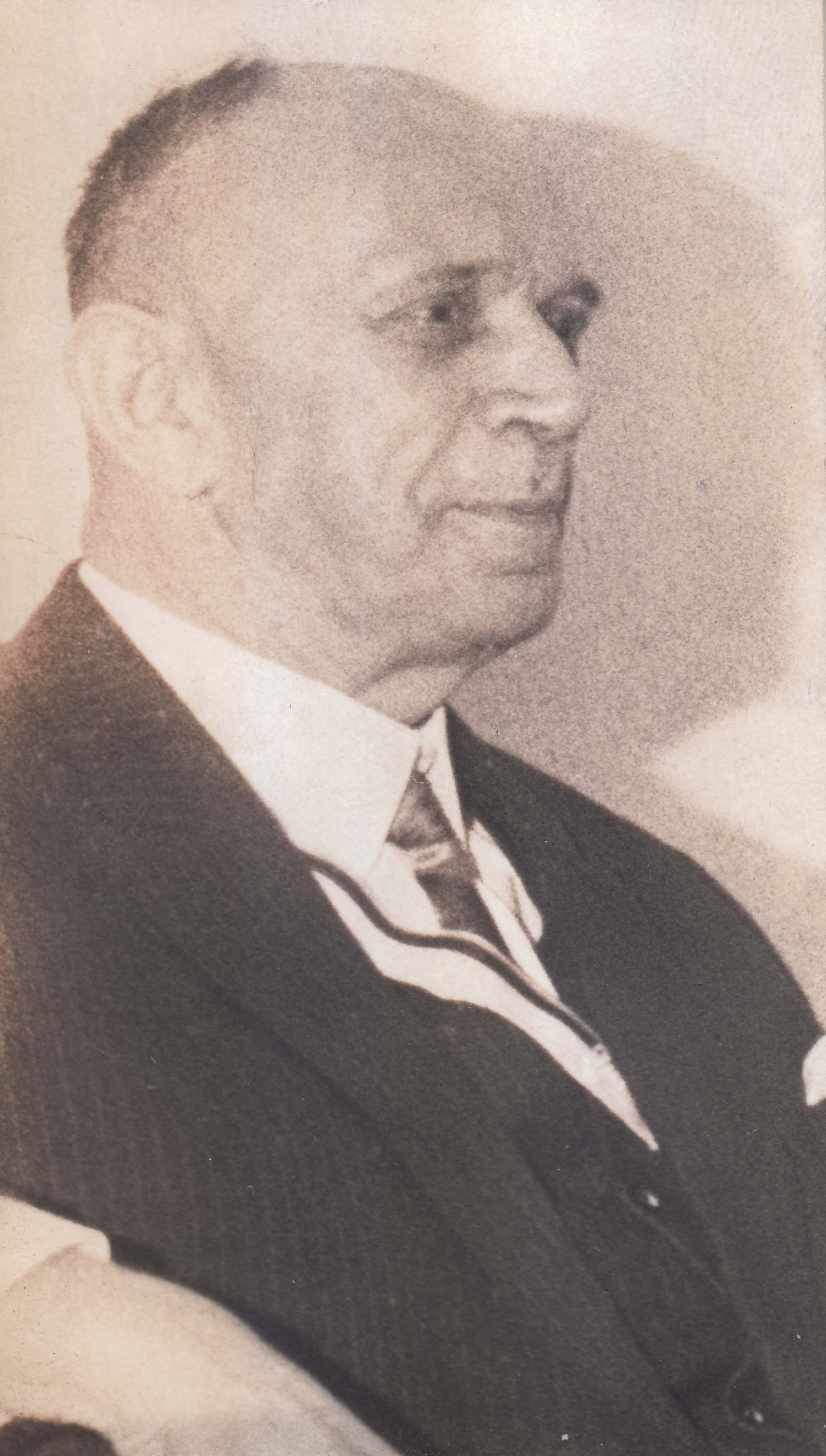
Walter Reppe

Die erste durch metallorganische Komplexkatalyse katalysierte Reaktion war die Hydroformylierung, die Otto Roelen  am Kaiser-Wilhelm-Institut für Kohlenforschung 1938 entdeckte. Dabei handelt es sich um ein Verfahren zur Synthese von Aldehyden und Alkoholen durch die Umsetzung von Olefinen mit einem Synthesegas aus Kohlenstoffmonoxid und Wasserstoff an Cobalt- oder Rhodiumcarbonylkatalysatoren. Durch die Hydroformylierung von Propen mit modifizierten Rhodiumcarbonylen im Ruhrchemie/Rhône-Poulenc-Verfahren werden jährlich mehrere hunderttausend Tonnen Butanal hergestellt.
Etwa zur selben Zeit wie Roelen entdeckte Walter Reppe Ende der 1930er Jahre eine Reihe katalytischer Reaktionen von Acetylen, etwa die Kupfer-katalysierte Dimerisierung des Acetylens zum Vinylacetylen sowie die durch Nickelkomplexe katalysierte Tetramerisierung des Acetylens zum Cyclooctatetraen. Weiterhin entdeckte er eine Reihe von Reaktionen des Acetylens mit Kohlenstoffmonoxid und Wasser, die ebenfalls durch metallorganische Komplexe katalysiert werden. Darunter befanden sich die Hydrocarboxylierung, die Vinylierung und die Ethinylierung. Viele Jahre lang war die Herstellung von Acrylsäure durch Hydrocarboxylierung von Acetylen das wichtigste industrielle Verfahren zu diesem Zweck.
Über die Hydrocyanierung durch die durch Nickelkomplexe katalysierte Umsetzung von linearen Alkenen mit Cyanwasserstoff wurde erstmals 1954 berichtet. Der industrielle Prozess der katalytischen Hydrocyanierung von 1,3-Butadien zu Adiponitril wurde von William C. Drinkard in den 1970er Jahren erfunden. Adipodnitril ist wichtiges Vorprodukt für die Herstellung von Nylon 6.6. Das Produktionsvolumen von Adipodnitril durch Hydrocyanierung belief sich im Jahr 2005 auf etwa eine Million Tonnen.
Ebenfalls in den 1970er Jahren wurde von Wilhelm Keim der Shell Higher Olefin Process entwickelt, in dem Ethylen durch Nickelkomplexe zu α-Olefinen oligomerisiert wird. Dabei bildet sich eine breite Kettenlängenverteilung der entstehenden α-Olefine. Die niedermolekularen Produkte 1-Buten, 1-Hexen oder Octen werden zur Herstellung von linearem Polyethylen niedriger Dichte mit Ethylen copolymerisiert. Die α-Olefine mit 12 bis 14 Kohlenstoffatomen werden als Rohstoffe für Tenside eingesetzt. Fraktionen mit höherem Molekulargewicht werden einer Doppelbindungsisomerisierung unterzogen und durch Olefinmetathese mit Ethylen zu kurzkettigen Produkten umgesetzt.

## Mechanismus

### Oxidative Addition
Die „oxidative Addition“ ist eine Kategorie von Reaktionen von Low-Spin-Übergangsmetallkomplexen, bei denen eine Erhöhung der Oxidationszahl des Metalls mit einer Erhöhung der Koordinationszahl einhergeht. Ein typisches Beispiel ist die Reaktion von trans-Carbonylchloridobis(triphenylphosphin)iridium(I), genannt Vaskas Komplex, der mit vielen oxidativ addierbaren Verbindungen reagiert. Das Spektrum dieser Verbindungen umfasst unter anderem Wasserstoff, Halogene, Halogenwasserstoffe, Wasser, Wasserstoffperoxid sowie verschiedene chlorierte organische Verbindungen und Metallhalogenide, die über die Kohlenstoff-Halogen- bzw. Metall-Halogen-Bindungen addieren.
{\displaystyle {\ce {[Ir^{I}(CO)(PPh_3)_2Cl] + X-Y -> [Ir^{III}(CO)(PPh_3)_2ClXY]}}}

### Insertion
Bei der Insertion handelt es sich um die Wanderung eines Liganden, oft ein elektrophiles Oxid wie Kohlenstoffmonoxid, oder eines Olefins in eine σ-Metall-Kohlenstoff-Bindung oder eine σ-Metall-Wasserstoff-Bindung. Dabei kommt es zur Bildung einer Kohlenstoff-Kohlenstoff-Bindung oder einer Kohlenstoff-Wasserstoff-Bindung. Durch die Wanderung des Liganden und die Insertion entsteht eine freie Koordinationsstelle im Komplex.